# Turaco-de-knysna
O turaco-de-knysna (Tauraco corythaix) é uma espécie de ave da família Musophagidae.
É residente nas florestas do sul e do leste da África do Sul e na Suazilândia (Essuatíni).